# Діамантова ліга 2021
Діамантова ліга 2021 є дванадцятим сезоном найбільш рейтингової всесвітньої серії легкоатлетичних змагань просто неба, що з 2010 організовується Світовою легкою атлетикою.

## Змагання
| Етап  | Дата        | Змагання                    | Місто     | Відео                                                       | Прес-реліз                         | Результати |
| ----- | ----------- | --------------------------- | --------- | ----------------------------------------------------------- | ---------------------------------- | ---------- |
| 1     | 23 травня   | Müller Grand Prix Gateshead | Гейтсхед  | Відеозвіт на YouTube                                        | [ 1 ]                              | [ 2 ]      |
| 2     | 28 травня   | Doha Diamond League         | Доха      | Відеозвіт на YouTube                                        | [ 3 ]                              | [ 4 ]      |
| 3     | 10 червня   | Golden Gala Pietro Mennea   | Флоренція | Відеозвіт на YouTube                                        | [ 5 ]                              | [ 6 ]      |
| 4     | 1 липня     | Bislett Games               | Осло      | Відеозвіт на YouTube                                        | [ 7 ]                              | [ 8 ]      |
| 5     | 4 липня     | BAUHAUS-galan               | Стокгольм | Відеозвіт на YouTube                                        | [ 9 ]                              | [ 10 ]     |
| 6     | 9 липня     | Herculis EBS                | Фонв'єй   | Відеозвіт на YouTube                                        | [ 11 ]                             | [ 12 ]     |
| 7     | 13 липня    | Müller Anniversary Games    | Гейтсхед  | Відеозвіт на YouTube                                        | [ 13 ]                             | [ 14 ]     |
|       | 14 серпня   | Diamond League Meeting      | Шанхай    | етап скасований                                             |                                    |            |
| 8     | 21 серпня   | Prefontaine Classic         | Юджин     | Відеозвіт на YouTube                                        | [ 15 ]                             | [ 16 ]     |
|       | 22 серпня   | China 2 DL                  | КНР       | етап скасований                                             |                                    |            |
| 9     | 26 серпня   | Athletissima                | Лозанна   | Відеозвіт на YouTube                                        | [ 17 ]                             | [ 18 ]     |
| 10    | 28 серпня   | Meeting de Paris            | Париж     | Відеозвіт на YouTube                                        | [ 19 ]                             | [ 20 ]     |
| 11    | 3 вересня   | Allianz Memorial Van Damme  | Брюссель  | Відеозвіт на YouTube                                        | [ 21 ]                             | [ 22 ]     |
| Фінал | 8-9 вересня | Weltklasse                  | Цюрих     | Відеозвіт (День 1) на YouTube Відеозвіт (День 2) на YouTube | [ 23 ] [ 24 ] [ 25 ] [ 26 ] [ 27 ] | [ 28 ]     |

## Регламент
На початку сезону планувалось, що за регламентом атлети змагатимуться у 32 дисциплінах (по 16 для чоловіків та жінок) протягом 13 відбіркових етапів серії та зароблятимуть очки за місця, що посядуть на етапах, — від 8 очок за перше до 1 очка за восьме місце. Змагальна програма кожного етапу мала включати 14 дисциплін на вибір організаторів.
Проте, наприкінці червня було прийнято рішення зменшити календар змагань на два етапи, які мали відбутися в Китаї 14 серпня (у Шанхаї) і 22 серпня (місто-господар етапу так і не було обрано), через коронавірусні обмеження. Дисципліни, які мали відбутися в Китаї, були розподілені між іншими змаганнями. Пізніше було повідомлено про те, що по два жіночих змагання зі штовхання ядра та метання списа, а також одне змагання у метанні диска серед чоловіків будуть розіграні на двох етапах «Континентального туру» (Hungarian GP Series Budapest; CITIUS Bern; Palio Città della Quercia Rovereto).
За перемогу в окремій дисципліні на кожному етапі серії атлет отримував US$ 10 000, а ті, хто посів місця з 2 по 8, — від US$ 6 500 до US$ 500 залежно від місця. За перемогу на фінальному етапі в Цюриху кожен атлет отримав US$ 30 000, а спортсмени, які посіли місця з 2 по 8, — від US$ 12 000 до US$ 1 000 залежно від місця.
За підсумками виступів у кожній дисципліні на 11 етапах, до фіналу виходили спортсмени, які набрали найбільше очок: перші семеро — у бігу на 100, 200, 400, 800 метрів, 100, 110 та 400 метрів з бар'єрами; перші десятеро — у бігу на 1500, 3000/5000 метрів та 3000 метрів з перешкодами; перші шестеро — у кожній технічній дисципліні (стрибки та метання). Країна-організатор фіналу (Швейцарія) мала право заявити свого атлета до фіналу за умови, що рівень кожного такого атлета буде співмірним з тим, що мали інші учасники фіналу.
Фінальні змагання у семи технічних дисциплінах були проведені в історичній частині Цюриха, а решта — на стадіоні «Летцигрунд».
Переможцями серії у кожній дисципліні стали переможці фінального старту. Крім грошового призу (US$ 30 000), вони отримали звання «Чемпіон Діамантової ліги» (англ. Diamond League Champion) та відзнаку «Діамантовий трофей» (англ. Diamond Trophy).
Нововведенням серії у сезоні-2021 стало визначення атлетів з найбільш стабільними найкращими результатами впродовж сезону (англ. Best Performing Athlete) та їх нагородження грошовим призом у US$ 50 000 у кожній з п'яти груп дисциплін (спринт, бар'єрний біг, біг на середні/довгі дистанції, стрибки та метання) серед чоловіків та жінок.
Іншим нововведенням серії у 2021 став поділ на кожному етапі змагань зі стрибків у довжину, потрійного стрибку, штовхання ядра, метання диска та списа на відбіркову та фінальну стадії. За регламентом всі спортсмени, заявлені до участі у цих дисциплінах, в межах трьох відбіркових спроб боролись за одне з трьох місць у фінальних спробах. У підсумковому протоколі етапу розстановка місць (з першого по третє) перших трьох атлетів здійснювалася за їх результатами, показаними у фінальних спробах, без урахування результатів на відбірковій стадії.

## Переможці

### Бігові види

#### Чоловіки
| #  | Дисципліна → Етап ↓ | 100 м                                                                             | 200 м                                                                            | 400 м                                                                             | 800 м                                                                                 | 1500 м/1 миля                                                                                              | 3000/5000 м                                                                                             | 110 м з/б                                                                            | 400 м з/б                                                                                 | 3000 м з/п                                                                            |
| 1  | Гейтсхед            |                                                                                   | Кеннет Беднарек США 20,33 Відео [Архівовано 24 травня 2021 у Wayback Machine.]   |                                                                                   |                                                                                       | Якоб Інгебрігтсен Норвегія 3.36,27 SB (1500 м) Відео [Архівовано 24 травня 2021 у Wayback Machine.]        | Мохамед Катір Іспанія 13.08,52 PB (5000 м) Відео [Архівовано 2 червня 2021 у Wayback Machine.]          |                                                                                      |                                                                                           | Гілларі Бор США 8.30,20 Відео [Архівовано 2 червня 2021 у Wayback Machine.]           |
| 2  | Доха                |                                                                                   | Кеннет Беднарек США 19,88 SB Відео [Архівовано 2 червня 2021 у Wayback Machine.] | Майкл Норман США 44,27 Відео [Архівовано 2 червня 2021 у Wayback Machine.]        | Вайкліф Кіньямал Кенія 1.43,91 WL Відео [Архівовано 2 червня 2021 у Wayback Machine.] | Тімоті Черуйот Кенія 3.30,48 WL (1500 м) Відео [Архівовано 2 червня 2021 у Wayback Machine.]               | |                                                                                      | Рай Бенджамін США 47,38 MR Відео [Архівовано 2 червня 2021 у Wayback Machine.]            |                                                                                       |
| 3  | Флоренція           | Акані Сімбіне ПАР 10,08 Відео [Архівовано 11 червня 2021 у Wayback Machine.]      |                                                                                  | Антоні Самбрано Колумбія 44,76                                                    |                                                                                       | | Якоб Інгебрігтсен Норвегія 12.48,45 ER WL (5000 м) Відео [Архівовано 11 червня 2021 у Wayback Machine.] | Омар Маклеод Ямайка 13,01 WL MR Відео [Архівовано 11 червня 2021 у Wayback Machine.] |                                                                                           | Суф'ян ель Баккалі Марокко 8.08,54 WL                                                 |
| 4  | Осло                |                                                                                   | Андре де Грассе Канада 20,09 Відео [Архівовано 3 липня 2021 у Wayback Machine.]  |                                                                                   |                                                                                       | Стюарт Мак-Свейн Австралія 3.48,37 AR WL PB (1 миля) Відео [Архівовано 2 липня 2021 у Wayback Machine.]    | Йоміф Кеджелча Ефіопія 7.26,25 WL DLR MR (3000 м)                                                       |                                                                                      | Карстен Варгольм Норвегія 46,70 WR Відео [Архівовано 2 липня 2021 у Wayback Machine.]     |                                                                                       |
| 5  | Стокгольм           | Ронні Бейкер США 10,03 Відео [Архівовано 9 липня 2021 у Wayback Machine.]         |                                                                                  | Кірані Джеймс Гренада 44,63 Відео [Архівовано 9 липня 2021 у Wayback Machine.]    | Фергюсон Ротіч Кенія 1.43,84 SB                                                       | Тімоті Черуйот Кенія 3.32,30 (1500 м) Відео [Архівовано 9 липня 2021 у Wayback Machine.]                   | |                                                                                      | Алісон дус Сантус Бразилія 47,34 AR PB Відео [Архівовано 5 липня 2021 у Wayback Machine.] |                                                                                       |
| 6  | Фонв'єй             | Ронні Бейкер США 9,91 Відео [Архівовано 10 липня 2021 у Wayback Machine.]         |                                                                                  |                                                                                   | Найджел Амос Ботсвана 1.42,91 WL Відео [Архівовано 10 липня 2021 у Wayback Machine.]  | Тімоті Черуйот Кенія 3.28,28 WL PB (1500 м) Відео [Архівовано 10 липня 2021 у Wayback Machine.]            | |                                                                                      | Карстен Варгольм Норвегія 47,08 MR Відео [Архівовано 10 липня 2021 у Wayback Machine.]    | Ламеча Гірма Ефіопія 8.07,75 WL                                                       |
| 7  | Гейтсхед            | Трейвон Бромелл США 9,98 Відео [Архівовано 14 липня 2021 у Wayback Machine.]      |                                                                                  |                                                                                   | Ісая Гарріс США 1.44,76                                                               | | Мохамед Катір Іспанія 7.27,64 NR MR (3000 м)                                                            | Рональд Леві Ямайка 13,22 Відео [Архівовано 14 липня 2021 у Wayback Machine.]        |                                                                                           |                                                                                       |
| 8  | Юджин               | Андре де Грассе Канада 9,74w Відео [Архівовано 22 серпня 2021 у Wayback Machine.] | Ноа Лайлс США 19,52 WL MR Відео [Архівовано 22 серпня 2021 у Wayback Machine.]   |                                                                                   | Марко Ароп Канада 1.44,51 Відео [Архівовано 22 серпня 2021 у Wayback Machine.]        | Якоб Інгебрігтсен Норвегія 3.47,24 WL NR DLR (1 миля) Відео [Архівовано 22 серпня 2021 у Wayback Machine.] | Джошуа Чептегей Уганда 8.09,55 WL (2 милі)                                                              |                                                                                      |                                                                                           |                                                                                       |
| 9  | Лозанна             |                                                                                   | Кеннет Беднарек США 19,65w                                                       |                                                                                   | Марко Ароп Канада 1.44,50                                                             | | Якоб Інгебрігтсен Норвегія 7.33,06 SB (3000 м) Відео [Архівовано 28 серпня 2021 у Wayback Machine.]     | Девон Аллен США 13,07w Відео [Архівовано 28 серпня 2021 у Wayback Machine.]          |                                                                                           |                                                                                       |
| 10 | Париж               |                                                                                   | Фред Керлі США 19,79 PB Відео [Архівовано 30 серпня 2021 у Wayback Machine.]     |                                                                                   | Вайкліф Кіньямал Кенія 1.43,94                                                        | | | Генсл Парчмент Ямайка 13,03 SB Відео [Архівовано 30 серпня 2021 у Wayback Machine.]  |                                                                                           | Бенджамін Кіген Кенія 8.07,12 WL Відео [Архівовано 30 серпня 2021 у Wayback Machine.] |
| 11 | Брюссель            | Фред Керлі США 9,94 Відео [Архівовано 10 вересня 2021 у Wayback Machine.]         |                                                                                  | Майкл Черрі США 44,03 MR PB Відео [Архівовано 10 вересня 2021 у Wayback Machine.] |                                                                                       | Стюарт Мак-Свейн Австралія 3.33,20                                                                         | |                                                                                      | Алісон дус Сантус Бразилія 48,23 SB Відео [Архівовано 10 вересня 2021 у Wayback Machine.] |                                                                                       |
|    | Цюрих               | Фред Керлі США 9,87 Відео [Архівовано 21 січня 2022 у Wayback Machine.]           | Кеннет Беднарек США 19,70                                                        | Майкл Черрі США 44,41 Відео [Архівовано 21 січня 2022 у Wayback Machine.]         | Еммануель Корір Кенія 1.44,56                                                         | Тімоті Черуйот Кенія 3.31,37 (1500 м)                                                                      | Беріху Арегаві Ефіопія 12.58,65 (5000 м)                                                                | Девон Аллен США 13,06 SB                                                             | Карстен Варгольм Норвегія 47,35 Відео [Архівовано 21 січня 2022 у Wayback Machine.]       | Бенджамін Кіген Кенія 8.17,45                                                         |

#### Жінки
| #  | Дисципліна → Етап ↓ | 100 м                                                                                           | 200 м                                                                                           | 400 м                                                                                                 | 800 м                                                                              | 1500 м/1 миля                                                                                        | 3000/5000 м                                                                                     | 100 м з/б                                                                                    | 400 м з/б                                                                               | 3000 м з/п                                                                         |
| 1  | Гейтсхед            | Діна Ашер-Сміт Велика Британія 11,35 SB Відео [Архівовано 24 травня 2021 у Wayback Machine.]    |                                                                                                 | Кендалл Елліс США 51,86 Відео [Архівовано 2 червня 2021 у Wayback Machine.]                           |                                                                                    | Лора М'юр Велика Британія 4.03,73 (1500 м) Відео [Архівовано 24 травня 2021 у Wayback Machine.]      |                                                                                                 | Сінді Сембер Велика Британія 13,28 Відео [Архівовано 24 травня 2021 у Wayback Machine.]      |                                                                                         |                                                                                    |
| 2  | Доха                | Шеллі-Енн Фрейзер-Прайс Ямайка 10,84 SB Відео [Архівовано 2 червня 2021 у Wayback Machine.]     |                                                                                                 | | Фейт Кіп'єгон Кенія 1.58,26 SB Відео [Архівовано 2 червня 2021 у Wayback Machine.] | | Беатріс Чебет Кенія 8.27,49 WL PB (3000 м) Відео [Архівовано 2 червня 2021 у Wayback Machine.]  |                                                                                              |                                                                                         | Нора Джеруто Кенія 9.00,67 WL Відео [Архівовано 28 травня 2021 у Wayback Machine.] |
| 3  | Флоренція           |                                                                                                 | Діна Ашер-Сміт Велика Британія 22,06 MR SB Відео [Архівовано 11 червня 2021 у Wayback Machine.] | |                                                                                    | Сіфан Гассан Нідерланди 3.53,63 WL MR (1500 м) Відео [Архівовано 11 червня 2021 у Wayback Machine.]  |                                                                                                 | Ясмін Камачо-Квінн Пуерто-Рико 12,38 MR Відео [Архівовано 11 червня 2021 у Wayback Machine.] | Фемке Бол Нідерланди 53,44 NR PB                                                        |                                                                                    |
| 4  | Осло                | Марі-Жозе Та Лу Кот-д'Івуар 10,91 SB Відео [Архівовано 2 липня 2021 у Wayback Machine.]         |                                                                                                 | | Кейт Грейс США 1.57,60 PB                                                          | | Геллен Обірі Кенія 14.26,38 SB (5000 м) Відео [Архівовано 3 липня 2021 у Wayback Machine.]      |                                                                                              | Фемке Бол Нідерланди 53,33 NR PB Відео [Архівовано 9 липня 2021 у Wayback Machine.]     |                                                                                    |
| 5  | Стокгольм           |                                                                                                 | Шеріка Джексон Ямайка 22,10 Відео [Архівовано 4 липня 2021 у Wayback Machine.]                  | | Розмарі Альманса Куба 1.56,28 MR PB                                                | |                                                                                                 |                                                                                              | Фемке Бол Нідерланди 52,37 NR DLR MR Відео [Архівовано 9 липня 2021 у Wayback Machine.] | Гівін Кієнг Кенія 9.04,34 MR SB                                                    |
| 6  | Фонв'єй             |                                                                                                 | Шона Міллер-Уйбо Багамські Острови 22,23 Відео [Архівовано 10 липня 2021 у Wayback Machine.]    | | Лора М'юр Велика Британія 1.56,73 PB                                               | Фейт Кіп'єгон Кенія 3.51,07 WL NR (1500 м) Відео [Архівовано 10 липня 2021 у Wayback Machine.]       |                                                                                                 |                                                                                              |                                                                                         | Гівін Кієнг Кенія 9.03,82 SB                                                       |
| 7  | Гейтсхед            |                                                                                                 | Елейн Томпсон-Гера Ямайка 22,43 Відео [Архівовано 14 липня 2021 у Wayback Machine.]             | Стефані-Енн Макферсон Ямайка 50,44                                                                    |                                                                                    | Кейт Грейс США 4.27,20 WL (1 миля)                                                                   |                                                                                                 | Сінді Сембер Велика Британія 12,69 Відео [Архівовано 14 липня 2021 у Wayback Machine.]       | Фемке Бол Нідерланди 53,24 Відео [Архівовано 14 липня 2021 у Wayback Machine.]          |                                                                                    |
| 8  | Юджин               | Елейн Томпсон-Гера Ямайка 10,54 WL NR DLR Відео [Архівовано 22 серпня 2021 у Wayback Machine.]  | Муджинга Камбунджі Швейцарія 22,06w Відео [Архівовано 22 серпня 2021 у Wayback Machine.]        | |                                                                                    | Фейт Кіп'єгон Кенія 3.53,23 MR (1500 м) Відео [Архівовано 22 серпня 2021 у Wayback Machine.]         |                                                                                                 |                                                                                              | Далайла Мухаммад США 52,77 MR Відео [Архівовано 22 серпня 2021 у Wayback Machine.]      | Нора Джеруто Кенія 8.53,65 WL MR PB                                                |
| 9  | Лозанна             | Шеллі-Енн Фрейзер-Прайс Ямайка 10,60 MR PB Відео [Архівовано 28 серпня 2021 у Wayback Machine.] |                                                                                                 | Марілейді Пауліно Домініканська Республіка 50,40 Відео [Архівовано 28 серпня 2021 у Wayback Machine.] |                                                                                    | Фревейні Гебреезібехер Ефіопія 4.02,24 MR (1500 м)                                                   |                                                                                                 |                                                                                              | Фемке Бол Нідерланди 53,05 MR Відео [Архівовано 28 серпня 2021 у Wayback Machine.]      |                                                                                    |
| 10 | Париж               | Елейн Томпсон-Гера Ямайка 10,72 MR Відео [Архівовано 30 серпня 2021 у Wayback Machine.]         |                                                                                                 | Марілейді Пауліно Домініканська Республіка 50,12 Відео [Архівовано 30 серпня 2021 у Wayback Machine.] |                                                                                    | | Франсін Нійонсаба Бурунді 8.19,08 WL NR MR (3000 м)                                             | Даніель Вільямс Ямайка 12,50 SB Відео [Архівовано 30 серпня 2021 у Wayback Machine.]         | Джіанна Вудрафф Панама 54,44                                                            |                                                                                    |
| 11 | Брюссель            |                                                                                                 | Крістін Мбома Намібія 21,84 Відео [Архівовано 10 вересня 2021 у Wayback Machine.]               | | Натоя Гуле Ямайка 1.58,09 Відео [Архівовано 10 вересня 2021 у Wayback Machine.]    | Сіфан Гассан Нідерланди 4.14,74 WL MR (1 миля) Відео [Архівовано 10 вересня 2021 у Wayback Machine.] | Франсін Нійонсаба Бурунді 14.25,34 NR PB (5000 м)                                               | Надін Віссер Нідерланди 12,69 Відео [Архівовано 10 вересня 2021 у Wayback Machine.]          |                                                                                         |                                                                                    |
|    | Цюрих               | Елейн Томпсон-Гера Ямайка 10,65 MR Відео [Архівовано 21 січня 2022 у Wayback Machine.]          | Крістін Мбома Намібія 21,78 AR                                                                  | Кванера Гейз США 49,88                                                                                | Кілі Годжкінсон Велика Британія 1.57,98                                            | Фейт Кіп'єгон Кенія 3.58,33 (1500 м) Відео [Архівовано 21 січня 2022 у Wayback Machine.]             | Франсін Нійонсаба Бурунді 14.28,98 (5000 м) Відео [Архівовано 21 січня 2022 у Wayback Machine.] | Тобі Амусан Нігерія 12,42 AR PB                                                              | Фемке Бол Нідерланди 52,80 MR Відео [Архівовано 21 січня 2022 у Wayback Machine.]       | Нора Джеруто Кенія 9.07,33                                                         |

### Технічні види

#### Чоловіки
| #  | Дисципліна → Етап ↓ | довжина                                                                             | потрійний                                                                          | висота                                                                                           | жердина                                                                              | ядро                                                                               | диск                       | спис                                                                                   |
| 1  | Гейтсхед            | Філіппо Рандаццо Італія 8,11w Відео [Архівовано 24 травня 2021 у Wayback Machine.]  |                                                                                    |                                                                                                  | Сем Кендрікс США 5,74 Відео [Архівовано 24 травня 2021 у Wayback Machine.]           |                                                                                    |                            | Марцин Круковський Польща 82,61 SB Відео [Архівовано 2 червня 2021 у Wayback Machine.] |
| 2  | Доха                |                                                                                     |                                                                                    | Ілля Іванюк Допущені нейтральні атлети 2,33 Відео [Архівовано 2 червня 2021 у Wayback Machine.]  |                                                                                      | Томас Волш Нова Зеландія 21,63                                                     |                            |                                                                                        |
| 3  | Флоренція           |                                                                                     |                                                                                    | Ілля Іванюк Допущені нейтральні атлети 2,33 Відео [Архівовано 11 червня 2021 у Wayback Machine.] |                                                                                      | Томас Волш Нова Зеландія 21,47                                                     |                            |                                                                                        |
| 4  | Осло                |                                                                                     | Яссер Трікі Алжир 17,24                                                            |                                                                                                  | Арман Дюплантіс Швеція 6,01 Відео [Архівовано 9 липня 2021 у Wayback Machine.]       |                                                                                    | Даніель Штоль Швеція 68,65 |                                                                                        |
| 5  | Стокгольм           | Таджей Гейл Ямайка 8,55 =SB                                                         |                                                                                    |                                                                                                  | Арман Дюплантіс Швеція 6,02 MR Відео [Архівовано 9 липня 2021 у Wayback Machine.]    |                                                                                    | Даніель Штоль Швеція 68,64 |                                                                                        |
| 6  | Фонв'єй             | Мільтіадіс Тентоглу Греція 8,24 Відео [Архівовано 10 липня 2021 у Wayback Machine.] |                                                                                    | Михайло Акіменко Допущені нейтральні атлети 2,32                                                 |                                                                                      |                                                                                    |                            |                                                                                        |
| 7  | Гейтсхед            |                                                                                     | Педро Пічардо Португалія 17,50 Відео [Архівовано 14 липня 2021 у Wayback Machine.] | Дональд Томас Багамські Острови 2,25                                                             |                                                                                      |                                                                                    |                            | Йоганнес Феттер Німеччина 85,25 Відео [Архівовано 14 липня 2021 у Wayback Machine.]    |
| 8  | Юджин               |                                                                                     | Педро Пічардо Португалія 17,63                                                     |                                                                                                  |                                                                                      | Раян Кроузер США 23,15 DLR MR Відео [Архівовано 22 серпня 2021 у Wayback Machine.] |                            |                                                                                        |
| 9  | Лозанна             |                                                                                     |                                                                                    |                                                                                                  | Крістофер Нільсен США 5,82 Відео [Архівовано 28 серпня 2021 у Wayback Machine.]      | Раян Кроузер США 22,81 MR Відео [Архівовано 28 серпня 2021 у Wayback Machine.]     |                            | Йоганнес Феттер Німеччина 88,54 Відео [Архівовано 28 серпня 2021 у Wayback Machine.]   |
| 10 | Париж               |                                                                                     | Уг Фабріс Занго Буркіна-Фасо 16,97                                                 |                                                                                                  | Арман Дюплантіс Швеція 6,01 MR Відео [Архівовано 30 серпня 2021 у Wayback Machine.]  |                                                                                    |                            | Андерсон Пітерс Гренада 85,98 SB Відео [Архівовано 30 серпня 2021 у Wayback Machine.]  |
| 11 | Брюссель            | Стефін Мак-Картер США 7,99 Відео [Архівовано 10 вересня 2021 у Wayback Machine.]    |                                                                                    |                                                                                                  | Арман Дюплантіс Швеція 6,05 MR Відео [Архівовано 10 вересня 2021 у Wayback Machine.] |                                                                                    | Даніель Штоль Швеція 69,31 |                                                                                        |
|    | Цюрих               | Тобіас Монтлер Швеція 8,17 Відео [Архівовано 21 січня 2022 у Wayback Machine.]      | Педро Пічардо Португалія 17,70                                                     | Джанмарко Тамбері Італія 2,34 Відео [Архівовано 21 січня 2022 у Wayback Machine.]                | Арман Дюплантіс Швеція 6,06 MR Відео [Архівовано 21 січня 2022 у Wayback Machine.]   | Раян Кроузер США 22,67 MR Відео [Архівовано 21 січня 2022 у Wayback Machine.]      | Даніель Штоль Швеція 66,49 | Йоганнес Феттер Німеччина 89,11                                                        |

#### Жінки
| #  | Дисципліна → Етап ↓ | довжина                                                                           | потрійний                                                                                       | висота | жердина | ядро                                                                        | диск                                                                                | спис                             |
| 1  | Гейтсхед            |                                                                                   | Шаніка Рікеттс Ямайка 14,40                                                                     | Каміла Ліцвінко Польща 1,91 Відео [Архівовано 24 травня 2021 у Wayback Machine.]                          | | Оріоль Донгмо Португалія 19,08 SB                                           |                                                                                     |                                  |
| 2  | Доха                |                                                                                   | Юлімар Рохас Венесуела 15,15 Відео [Архівовано 2 червня 2021 у Wayback Machine.]                | | Кейті Нажотт США 4,84 WL MR Відео [Архівовано 2 червня 2021 у Wayback Machine.]                                 |                                                                             | Хайме Перес Куба 63,75 Відео [Архівовано 2 червня 2021 у Wayback Machine.]          |                                  |
| 3  | Флоренція           | Івана Шпанович Сербія 6,74 Відео [Архівовано 11 червня 2021 у Wayback Machine.]   |                                                                                                 | | Анжеліка Сидорова Допущені нейтральні атлети 4,91 SB                                                            |                                                                             | Сандра Перкович Сербія 68,31 SB                                                     |                                  |
| 4  | Осло                | Малайка Мігамбо Німеччина 6,86 Відео [Архівовано 9 липня 2021 у Wayback Machine.] |                                                                                                 | | |                                                                             |                                                                                     | Крістін Гуссонг Німеччина 62,62  |
| 5  | Стокгольм           | Івана Шпанович Сербія 6,88                                                        |                                                                                                 | Ярослава Магучіх Україна 2,03 WL Відео [Архівовано 5 липня 2021 у Wayback Machine.]                       | | Валері Адамс Нова Зеландія 19,26                                            |                                                                                     |                                  |
| 6  | Фонв'єй             |                                                                                   | Шаніка Рікеттс Ямайка 14,75                                                                     | | Кейті Нажотт США 4,90 Відео [Архівовано 10 липня 2021 у Wayback Machine.]                                       |                                                                             |                                                                                     | Барбора Шпотакова Чехія 63,08 SB |
| 7  | Гейтсхед            | Марина Бех-Романчук Україна 6,77                                                  |                                                                                                 | | Сенді Морріс США 4,76 Відео [Архівовано 14 липня 2021 у Wayback Machine.]                                       |                                                                             |                                                                                     |                                  |
| 8  | Юджин               |                                                                                   |                                                                                                 | Ірина Геращенко Україна 1,98                                                                              | Кейті Нажотт США 4,82 Відео [Архівовано 22 серпня 2021 у Wayback Machine.]                                      |                                                                             |                                                                                     |                                  |
| 9  | Лозанна             | Івана Шпанович Сербія 6,85 Відео [Архівовано 30 серпня 2021 у Wayback Machine.]   | Юлімар Рохас Венесуела 15,56w 15,52 DLR MR Відео [Архівовано 30 серпня 2021 у Wayback Machine.] | Марія Ласіцкене Допущені нейтральні атлети 1,98                                                           | |                                                                             |                                                                                     |                                  |
| 10 | Париж               |                                                                                   |                                                                                                 | Нікола Мак-Дермотт Австралія 1,98 Відео [Архівовано 30 серпня 2021 у Wayback Machine.]                    | |                                                                             | Сандра Перкович Хорватія 66,08 Відео [Архівовано 30 серпня 2021 у Wayback Machine.] |                                  |
| 11 | Брюссель            |                                                                                   |                                                                                                 | Ярослава Магучіх Україна 2,02 Відео [Архівовано 10 вересня 2021 у Wayback Machine.]                       | |                                                                             | Яйме Перес Куба 66,47                                                               |                                  |
|    | Цюрих               | Івана Шпанович Сербія 6,96 Відео [Архівовано 21 січня 2022 у Wayback Machine.]    | Юлімар Рохас Венесуела 15,48MR                                                                  | Марія Ласіцкене Допущені нейтральні атлети 2,05 WL MR Відео [Архівовано 21 січня 2022 у Wayback Machine.] | Анжеліка Сидорова Допущені нейтральні атлети 5,01 WL DLR PB Відео [Архівовано 21 січня 2022 у Wayback Machine.] | Меггі Івен США 19,41 SB Відео [Архівовано 21 січня 2022 у Wayback Machine.] | Валарі Олман США 69,20 Відео [Архівовано 21 січня 2022 у Wayback Machine.]          | Крістін Гуссонг Німеччина 65,26  |

## Українці на етапах
| Гейтсхед (23 травня): - Юлія Левченко (висота; місце; 1,84 SB) - Ольга Саладуха (потрійний; DNS) - Ярослава Магучіх (висота; DNS) Доха (28 травня): - Андрій Проценко (висота; місце; 2,27 SB) - Ольга Саладуха (потрійний; місце; 14,04w) Флоренція (10 червня): - Анна Рижикова (400 м з/б; місце; 54,19 PB) - Марина Бех-Романчук (довжина; місце; 6,79 SB) - Андрій Проценко (висота; місце; 2,30 SB) Осло (1 липня): - Анна Рижикова (400 м з/б; місце; 54,15 PB) - Вікторія Ткачук (400 м з/б; місце; 54,62) - Марина Бех-Романчук (довжина; NM) Стокгольм (4 липня): - Ярослава Магучіх (висота; місце; 2,03 WL) - Анна Рижикова (400 м з/б; місце; 52,96 NR) - Марина Бех-Романчук (довжина; місце; 6,79) - Ірина Геращенко (висота; місце; 1,96 SB) - Вікторія Ткачук (400 м з/б; місце; 54,39 PB) - Сергій Никифоров (довжина; місце; 7,76) Монако (10 липня): - Андрій Проценко (висота; місце; 2,25) | Гейтсхед (13 липня): - Марина Бех-Романчук (довжина; місце; 6,79) Юджин (21 серпня): - Ірина Геращенко (висота; місце; 1,98 SB) - Юлія Левченко (висота; місце; 1,90) - Анна Рижикова (400 м з/б; місце; 54,40) Лозанна (26 серпня): - Ярослава Магучіх (висота; місце; 1,98) - Анна Рижикова (400 м з/б; місце; 54,32) - Ірина Геращенко (висота; місце; 1,92) - Марина Бех-Романчук (довжина; місце; 6,54) - Юлія Левченко (висота; місце; 1,85) - Вікторія Ткачук (400 м з/б; місце; 56,53) Париж (28 серпня): - Анна Рижикова (400 м з/б; місце; 54,59) - Ірина Геращенко (висота; місце; 1,95) - Вікторія Ткачук (400 м з/б; місце; 54,93) - Ярослава Магучіх (висота; місце; 1,95) - Юлія Левченко (висота; місце; 1,89) Брюссель (3 вересня): - Ярослава Магучіх (висота; місце; 2,02) - Ірина Геращенко (висота; місце; 1,92) - Юлія Левченко (висота; місце; 1,88) | Цюрих (8-9 вересня): - Андрій Проценко (висота; місце; 2,30) - Анна Рижикова (400 м з/б; місце; 53,70) - Вікторія Ткачук (400 м з/б; місце; 53,76 PB) - Ярослава Магучіх (висота; місце; 2,03 SB) - Ірина Геращенко (висота; місце; 1,96) - Марина Бех-Романчук (довжина; місце; 6,75) |